# Platyias leloupi
Platyias leloupi är en hjuldjursart som beskrevs av Gillard 1967. Platyias leloupi ingår i släktet Platyias och familjen Brachionidae. Inga underarter finns listade i Catalogue of Life.